# Admiral Makarov
L'Admiral Makarov, in russo Адмирал Макаров, è una fregata missilistica di classe Admiral Grigorovič in forza alla marina militare russa. Appartenente alla flotta del Mar Nero, con base a Sebastopoli, la nave è stata messa in costruzione nel febbraio 2012 presso il cantiere navale Jantar' di Kaliningrad per poi entrare in servizio il 27 dicembre 2017 come terza nave della sopraccitata classe.

## Impiego operativo
Il 18 agosto 2018 è stato riferito che la fregata, che si trovava nel mar Baltico sin dalla sua messa in servizio alla fine del 2017 come parte della flotta del Nord, aveva iniziato a navigare verso la sua base permanente di Sebastopoli per unirsi poi alla flotta del Mar Nero. Il 21 agosto, la fregata è quindi transitata attraversato il Canale della Manica, scortata da un dragamine della marina britannica, per poi prendere parte, il 10 settembre, alle esercitazioni navali su larga scala della marina russa in atto nel Mar Mediterraneo. Infine, la nave è arrivata alla sua base permanente nel Mar Nero il 5 ottobre 2018.
Il 5 novembre 2018, l'Admiral Makarov si è diretto nel Mar Mediterraneo per svolgere missioni di combattimento come parte della forza operativa della marina russa nel Mar Mediterraneo, per poi tornare alla base il 5 marzo 2019. Il 19 luglio seguente, la nave ha condotto con successo un'esercitazione nelle acque del Mar Nero insieme al complesso antinave costiero Utes: in particolare la nave ha utilizzato le capacità del suo sistema antimissile "Shtil" colpendo due missili 3M44 Progress lanciati dal sistema missilistico antinave Utes.
Il 23 settembre 2019 la fregata, agli ordini del comandante della flotta del Mar Nero, il vice ammiraglio Igor Osipov, si è nuovamente recato nel Mediterraneo per prestare servizio. Inoltre, alla fregata è stata affidata la missione di consegnare l'icona principale della Marina russa chiamata "Il Santo Apostolo Andrea il Primo Chiamato" alla base navale della marina russa nel porto siriano di Tartus. Nei mesi successivi, i marinai russi hanno partecipato a esercitazioni congiunte con la marina militare algerina, svolgendo azioni congiunte per garantire la sicurezza marittima, conducendo esercitazioni per il controllo della navigazione civile e ispezionando navi commerciali sospettate di pirateria e attività illegali. Il 28 novembre, la fregata è entrata nel porto cipriota di Limassol per rifornirsi e far riposare l'equipaggio, dopodiché è tornata nuovamente nel Mar Mediterraneo.
Rientrata alla base di Sebastopoli a fine 2019, nel febbraio 2020 l'Admiral Makarov è stata inviata assieme all'Admiral Grigorovič nuovamente nel Mar Mediterraneo, dove, il 28 febbraio, si sono unite al raggruppamento permanente della Marina russa in quel mare.
Nel 2022, la fregata, assieme all'Admiral Essen, ha preso parte all'invasione russa dell'Ucraina iniziata il 24 febbraio.